# Stanisław Estreicher

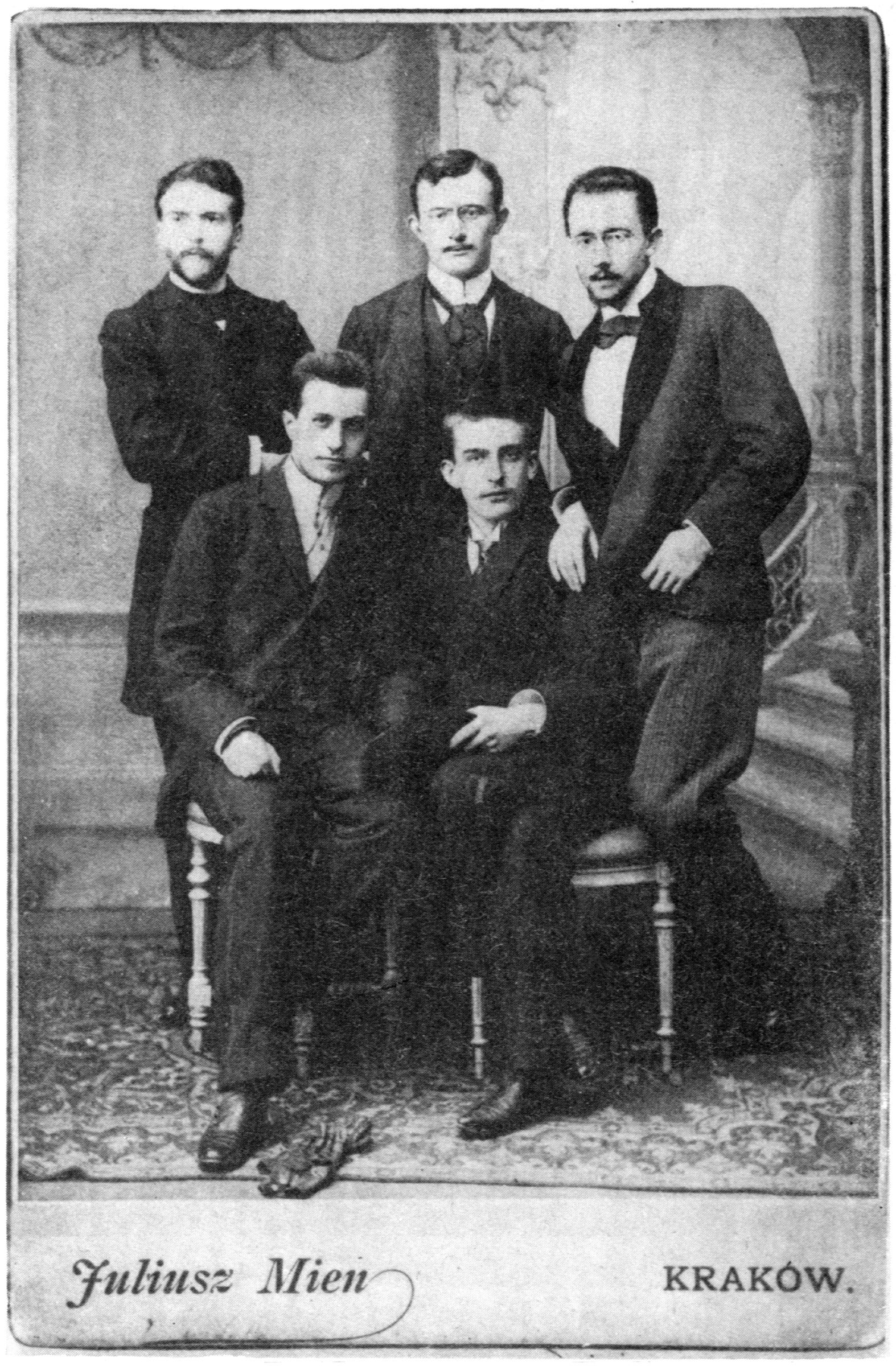
Stehend von links: Stanisław Wyspiański, Lucjan Rydel, Karol Maszkowski; sitzend Henryk Opieński, Stanisław Estreicher. (Januar 1893)

Stanisław Estreicher (auch Stanislaus von Estreicher; * 26. November 1869 in Krakau, Österreich-Ungarn; † 28. Dezember 1939 im KZ Sachsenhausen) war ein polnischer Rechtshistoriker und Bibliograph. Als herausragender Politiker und Publizist gehörte er zu den Konservativen in Krakau.

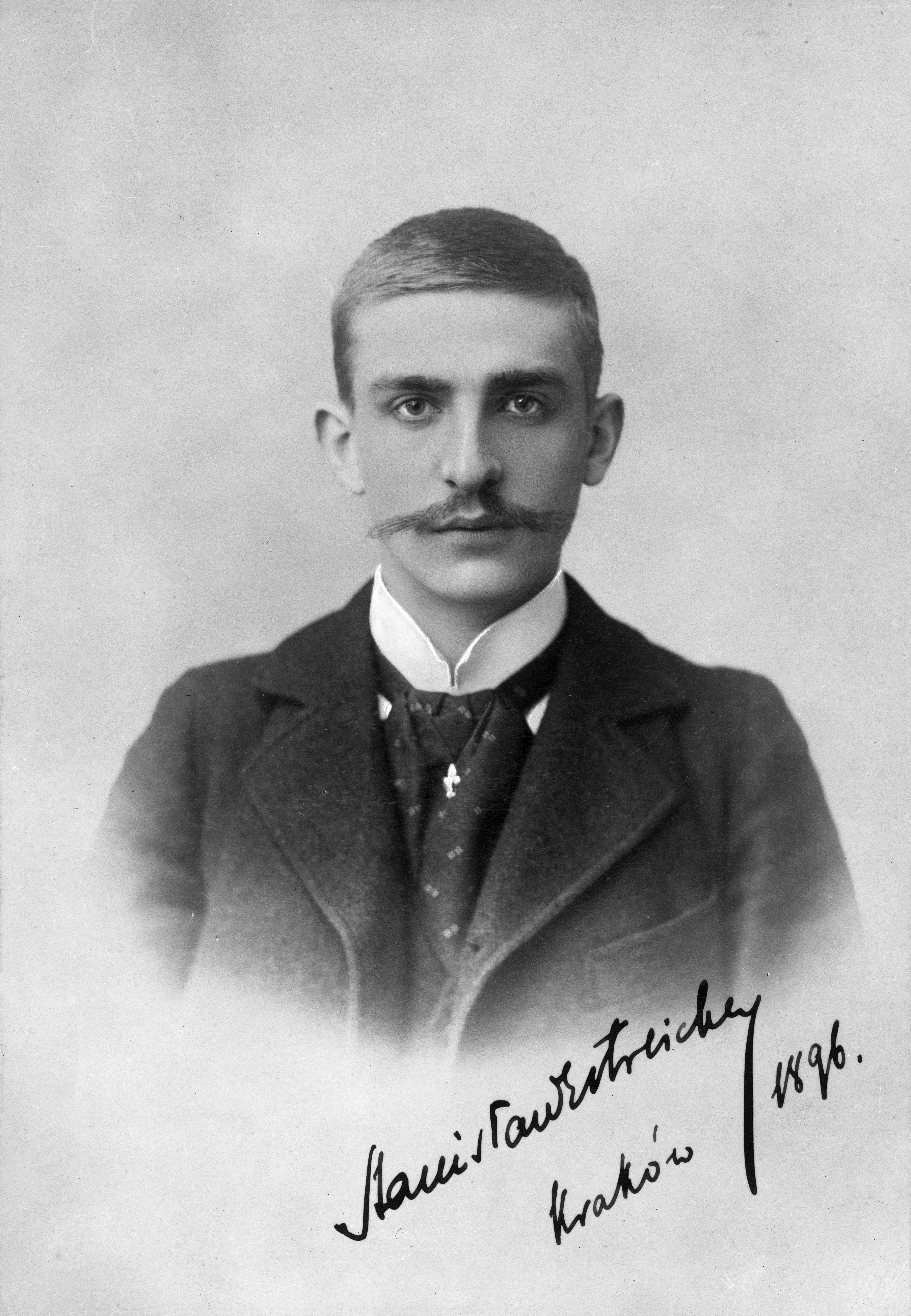
Stanisław Estreicher 1896

## Leben
Stanisław Estreicher, dessen Vater Karl 1881 vom österreichischen Kaiser Franz Joseph I. in den Adelsstand erhoben wurde, entstammte dem Krakauer Familienzweig der Estreicher. Von 1879 bis 1887 besuchte er das Lyzeum in Krakau. Anschließend studierte er bis 1892 Rechtsgeschichte und Literaturgeschichte an den Universitäten Krakau und Wien. 1892 wurde er zum Doktor der Rechte promoviert. Anschließend verbrachte er ein Jahr in Krakau mit praktischen Studien und 1893–1894 studierte er an der Universität Berlin. 1895 habilitierte er mit der rechtshistorischen Schrift Studya nad historyą kontraktu kupna w prawie niemieckim epoki frankońskiej („Geschichte des deutschen Vertragsrechts im Fränkischen Reich“). 
1902 wurde er zum außerordentlichen, 1906 zum ordentlichen Professor an der Universität Krakau ernannt, wo er 1914 Mitglied im Akademischen Rat wurde. Er lehrte zunächst Rechtsgeschichte des deutschen Rechts, ab 1919 Rechtsgeschichte des westeuropäischen Rechts. 1914 erfolgte die Wahl als korrespondierendes Mitglied in die Polnische Akademie der Gelehrsamkeit (PAU), 1930 wurde er deren ordentliches Mitglied.
In den Studienjahren 1911, 1918 und 1926 war er Dekan der Juristischen Fakultät und von 1919 bis 1921 bekleidete er das Amt des Universitätsrektors. In dieser Position begründete er die Konferenz polnischer Hochschulrektoren, deren Vorsitzender er wurde. 
Seit 1887 arbeitete er an der von seinem Vater Karol Estreicher begründeten Bibliografia Polska mit, die er von 1908 bis zu seiner Emeritierung 1939 als Redakteur leitete. 
Am Montag, dem 6. November 1939, wurde er von dem SS-Sturmbannführer Bruno Müller mit über 100 Professoren im Rahmen der Sonderaktion Krakau verhaftet und in das KZ Sachsenhausen deportiert. Dort erkrankte er unter den unmenschlichen Verhältnissen der Haft und starb am 28. Dezember 1939.
Stanisław Estreicher war mit Helene geborene Longchamps de Bérier verheiratet.

## Werke (Auswahl)
- Początki prawa umowego [Die Anfänge des Vertragsrechts], 1901
- Kraków a Magdeburg w przywileju fundacyjnym krakowskim [Krakau und Magdeburg im Krakauer Gründungsprivileg], 1911
- Pacyfizm polski XVI stulecia [Der polnische Pazifismus im 16. Jahrhundert], 1931
- Kultura prawnicza w Polsce XVI wieku [Die Rechtskultur in Polen im 16. Jahrhundert], 1931